# 산자르 투르수노프
산자르 아트하모비치 투르수노프(우즈베크어: Sanjar Athamovich Tursunov, 러시아어: Санжа́р Атха́мович Турсу́нов 산자르 앗하모비치 투르수노프[*], 1986년 12월 29일 ~ )는 우즈베키스탄의 축구 선수이다. 포지션은 미드필더로 현재 K리그2의 팀인 대전 시티즌에서 활약하고 있다. K리그 등록명은 뚜르스노프였으나 2019년 산자르로 변경하였다.
볼가 니즈니노브고로드와 로코모티프 타슈켄트 등의 러시아와 우즈베키스탄의 프로 축구팀에서 뛰었으며, 우즈베키스탄 축구 국가대표팀의 선수로서 2011, 2015 아시안컵에 참가했다.

## 클럽 경력
타슈켄트에서 태어난 투르수노프는 고향 타슈켄트를 연고로 하는 프로 축구팀인 파흐타코르 타슈켄트의 유소년팀에서 소년기를 보냈으며, 2006년에 러시아로 건너가 러시아 프로페셔널 풋볼 리그(3부 리그)의 팀인 이르티시 1946-옴스크에서 프로 선수 생활을 시작하였다. 2006년 4월 23일에 FC 자랴 레닌스크쿠즈네츠키와의 경기를 통해 프로 선수 첫 공식 경기를 가졌고, 26일에 FC 쿠즈마스 디나모와의 경기에서 데뷔골을 성공시켰다. 투르수노프는 이르티시를 이끌고 2008년까지 5번의 러시아 컵에 참가했다.
이후 2009년 1월 1일에 러시아 내셔널 풋볼 리그(2부 리그)의 클럽인 볼가 니즈니노브고로드로 이적하여 이적 시즌에 35경기에 출전했다. 이후 다음 시즌에 볼가 니즈니노브고로드는 러시아 최상위 리그인 프리미어리그로 승격되었고, 투르수노프는 2011년 3월 14일에 FC 톰 톰스크와의 리그 1라운드 경기에서 세르게이 야신과 교체되어 첫 러시아 1부 리그 출전을 이뤘다. 이후 투르수노프는 러시아 1부 리그에서 39경기에 출전하고 7골을 넣고 10개의 어시스트를 기록했다.
이후 2012년 12월 31일에 러시아 2부 리그팀인 알라니야 블라디캅카스와 3년 5개월 계약을 맺었으나 22경기에서 1골을 넣고 팀을 떠났다. 이후 2013년 2월 21일에 다시 우즈베키스탄으로 돌아가 우즈베키스탄 리그의 클럽인로코모티프 타슈켄트와 계역을 맺었으나 5경기에 출전에 그쳤다. 그 해 7월에 러시아 내셔널 풋볼 리그의 클럽인 가조비크 오렌부르크에 입단했다가 2014년 2월에 우크라이나 프리미어리그의 클럽인 FC 보르스클라 폴타바에 입단했다. 이후 2016년까지 폴타바의 소속으로 뛰다가 카타르의 축구 클럽인 움살랄 SC로 이적하였으나 같은 해에 다시 폴타바로 돌아왔다.
2018년 8월 대전 시티즌으로 이적했다. 2018년 8월 4일 열린 광주 FC와의 경기에서 K리그 데뷔골을 기록했다.
2019시즌 여름 이적시장에서 우즈베키스탄의 FC 부뇨드코르로 이적했다.

## 국가대표팀 경력
2010년 12월 25일에 바레인과의 친선 경기를 통해 A매치에 데뷔했으며, 2011년 AFC 아시안컵에 우즈베키스탄 국가대표팀의 일원으로 참가했다. 2011년 11월 15일에 타키지스탄과의 2014년 FIFA 월드컵 지역 예선에서 데뷔골을 넣었다. 그 후 2012년 9월 11일에 대한민국과의 2014년 월드컵 지역 예선에서 동점골을 기록하기도 했다. 2015년에는 오스트레일리아에서 열린 AFC 아시안컵에 참가했다.